# La Cache (film)
Pour les articles homonymes, voir La Cache et La Cache (roman).
Pour plus de détails, voir Fiche technique et Distribution.
La Cache est un film helvético-luxembourgo-français réalisé par Lionel Baier et sorti en 2025.
Il s'agit de l'adaptation du roman éponyme de Christophe Boltanski, qui a remporté le Prix Femina en 2015, et du dernier film tourné avec Michel Blanc, mort le 3 octobre 2024,.
Il est présenté en compétition officielle à la Berlinale 2025.

## Synopsis
En mai 1968, Christophe, un garçon de six ans, vit chez ses grands-parents, entouré de ses oncles et de son arrière-grand-mère. Ils campent autour d'une mystérieuse cache, révélant peu à peu des secrets de famille.

## Fiche technique
Sauf indication contraire, les informations mentionnées dans cette section peuvent être confirmées par les bases de données cinématographiques IMDb, Allociné et Unifrance,  présentes dans la section « Liens externes ».
- Titre original : La Cache
- Titre international : The Safe House
- Réalisation : Lionel Baier
- Scénario : Lionel Baier et Catherine Charrier, d'après le roman La Cache de Christophe Boltanski
- Musique : Diego Baldenweg, Lionel Baldenweg et Nora Baldenweg
- Décors : Véronique Sacrez
- Costumes : Isabelle Boucharlat
- Photographie : Patrick Lindenmaier
- Son : Carlo Thoss
- Montage : Pauline Gaillard
- Production : Lionel Baier
  - Coproduction : Yaël Fogiel, Jeanne Geiben, Laetitia Gonzalez, Vincent Quénault et Agnieszka Ramu
- Sociétés de production : Bande à Part Films, en coproduction avec Les Films du poisson, Red Lion, RTS et SRG SSR[1]
- Société de distribution :  Pathé Films AG (Suisse), Les Films du losange (France)
- Pays de production :  Suisse,  Luxembourg,  France
- Langue originale : français
- Format : couleur — 2,39:1 (Scope) ; DCP — son 5.1
- Genre : comédie dramatique
- Durée : 85 minutes[1]
- Dates de sortie[6] : 
  - Allemagne : 20 février 2025 (Berlinale)
  - France : 19 mars 2025
  - Suisse romande : 26 mars 2025[7]

## Distribution
- Dominique Reymond : mère-grand
- Michel Blanc : père-grand
- William Lebghil : grand oncle
- Aurélien Gabrielli : petit oncle
- Liliane Rovère : arrière-pays
- Ethan Chimienti : le garçon
- Larisa Faber : maman
- Adrien Barazzone : papa
- Gilles Privat : le général de Gaulle
- Sophie Langevin

## Production

### Développement
Bien après son film La Vanité 2015, Lionel Baier s'est vu proposer par une distributrice française le roman autobiographique La Cache de Christophe Boltanski, par lequel il dira être « touché » : « j'y voyais pas mal de points de référence avec des choses qui étaient proches aussi de ma famille. Puis, il me permettait de parler de la Shoah sans devoir faire un film historique. ».
La nuit du 3 octobre 2024, Lionel Baier apprend la mort de Michel Blanc : « je le vois tous les matins sur la table de montage avec la monteuse », avoue-t-il sur le plateau de BFM TV, deux jours plus tard.

### Attribution des rôles
Le réalisateur, Lionel Baier, a appelé Michel Blanc pour le rôle du grand-père, parce qu'il l'admire beaucoup, en tant que comédien et réalisateur, notamment Marche à l'ombre (1984) : c'est « quelqu'un de très angoissé, tout le temps, et il le portait sur lui. Même quand il souriait, riait, il y avait une sorte de fond angoissé qui était très proche du personnage », explique-t-il, bouleversé par sa mort.

### Tournage
Le tournage débute à la mi-mars 2024. Il a lieu à Paris pour les décors dans ses rues, avant les Jeux olympiques d'été, ainsi qu'en Suisse pour remplacer cette capitale. Il a également lieu, « pour la plus grande partie », dans un studio des Filmland Studios, à Kehlen (Luxembourg), pour reconstituer, sur 500 mètres carrés avec neuf pièces, l'ancien appartement familial de Christophe Boltanski, celui de la rue de Grenelle que le réalisateur ne souhaitait pas voir sur place.
Il s'achève à la fin avril 2024.

### Musique
La musique est composée par les frères-sœur suisses australiens, Diego Baldenweg, Lionel Baldenweg et Nora Baldenweg.

## Accueil

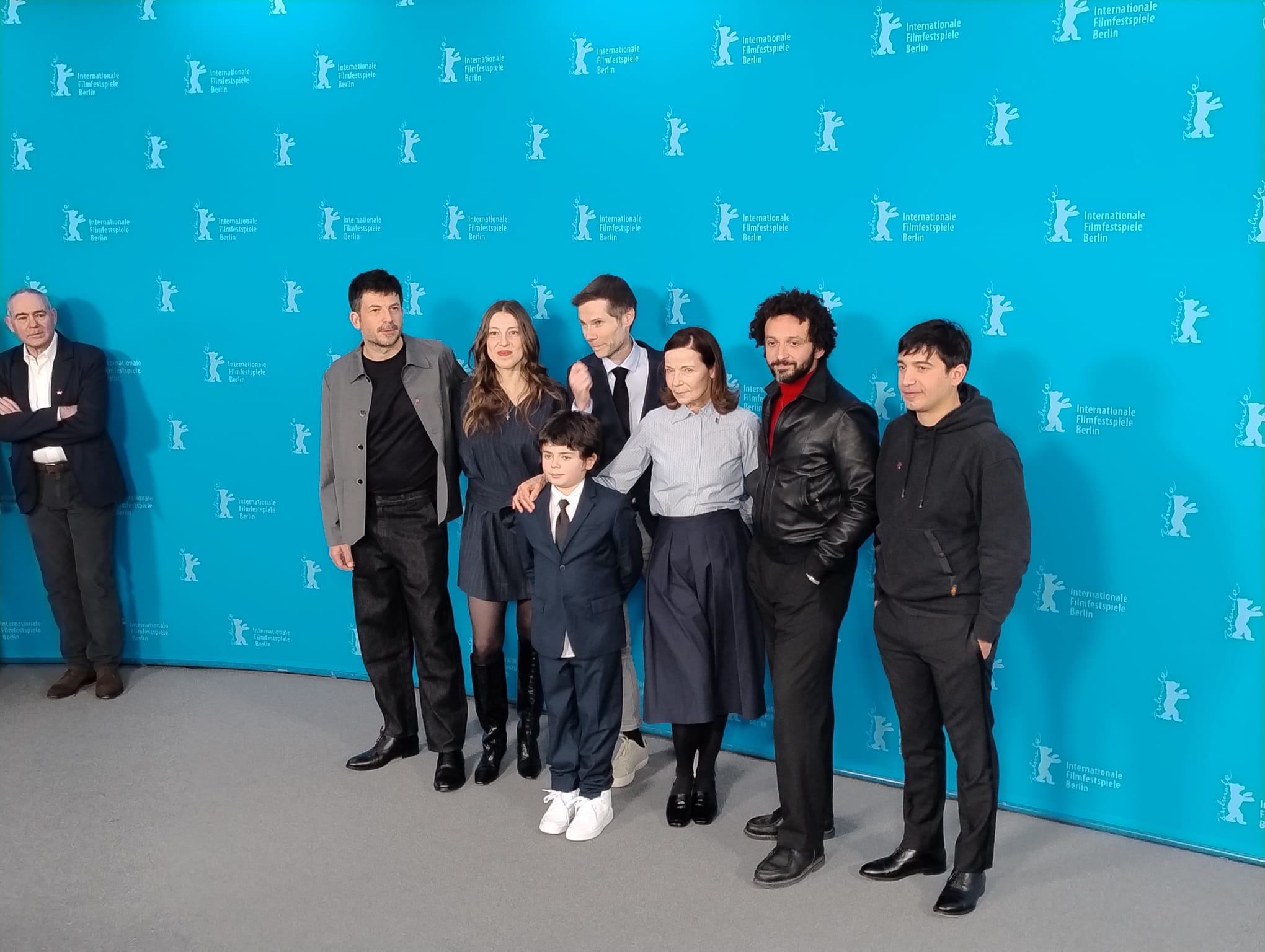
De g. à d.: Christophe Boltanski, Adrien Barazzone, Larisa Faber, Ethan Chimienti, Lionel Baier, Dominique Reymond, William Lebghil et Aurélien Gabrielli.

### Festival et sorties
La Cache est, le 21 janvier 2025, sélectionné en compétition officielle à la Berlinale 2025, et, pour le réalisateur, « c'est un bonheur et, en même temps, c’est horrible d’aller à Berlin sans Michel ». Il y est projeté en avant-première mondiale, le jeudi 20 février 2025, au Berlinale Palast.
Il a pour date de sortie, en France, le 19 mars 2025 et, en Suisse romande, le 26 mars suivant.

### Accueil critique
Jean-Baptiste Morain, du magazine Les Inrockuptibles, souligne que c'est « un très beau film ». Quant à Maroussia Dubreuil, du journal Le Monde, avertit que « le film tient à distance ses protagonistes, avec l’idée que, chez les Boltanski, dehors, c’est dangereux, c’est encore le trauma, la Shoah, les SS. Face à ce fonctionnement, le spectateur oscille entre un sentiment d’effroi et une forme de tendresse à l’égard de cette bande, qui, malgré sa nature fusionnelle, capte l’esprit de révolte, de changement, de pensée ».

### Box-office
Au premier jour de sa sortie, le 19 mars 2025, La Cache compte 6 512 spectateurs, dont 1 707 en avant-première nationale, dans 522 séances. Pour la première semaine, il se classe au douzième rang avec 75 543 entrées.

## Distinctions

### Sélections
- Berlinale 2025 : sélection officielle, en compétition
- Luxembourg City Film Festival : sélection officielle hors compétition (film de remise des prix)[18]